# 떫은맛

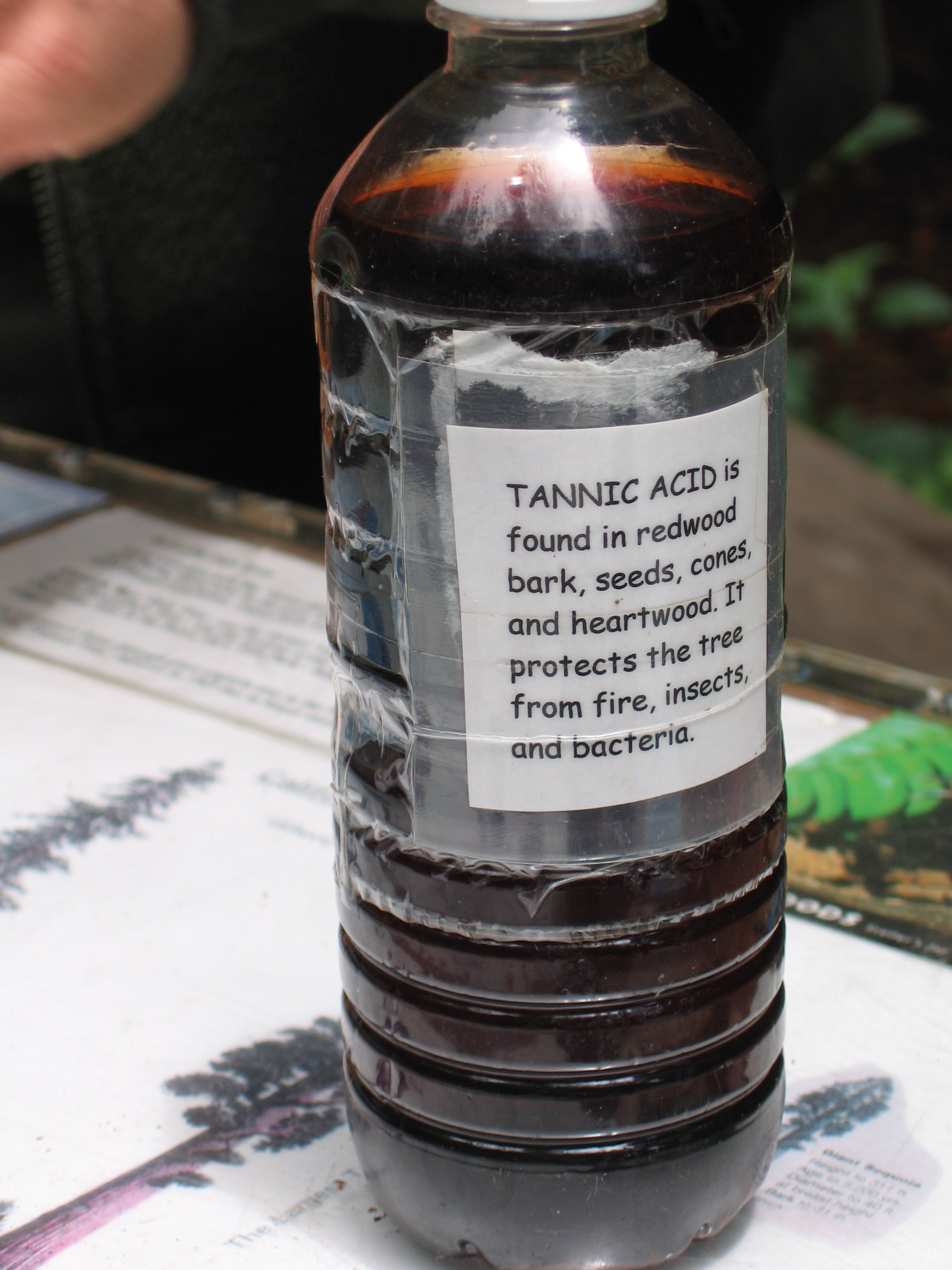

떫은맛 또는 삽미(澁味)는 혀에 있는 부드럽고 끈끈한 막이 오그라들면서 느껴지는 거세고 텁텁한 맛으로, 엄밀히 말해선 미각이 아니므로 맛이 아니다. 대개는 덜익은 감, 차 등에 든 타닌 등이 내는 맛이다. 철, 구리 등의 금속에서도 난다. 대개는 기피하는 맛이지만 포도주의 떫은 맛은 어느 정도 귀중한 식미로 인정된다.  종종 지방이 산패하여 생기기도 하는 맛이다.